# 董士選
董 士選（とう しせん、1253年 - 1321年）は、13世紀半ばにモンゴル帝国に仕えた漢人将軍の一人。字は舜卿。

## 概要
董士選はモンゴル帝国に仕える漢人将軍の董文炳の次男。幼いころから父の下で武芸を学び、20歳にして父とともにバヤンを総司令とする南宋攻略に従軍した。バヤンは董文炳の息子と知らずに董士選の驍勇たることを称えたことがあったという。モンゴル軍が南宋の首都の臨安に入城する際、董文炳は先に城内に入って貴重な図籍・史書を接収したが、董士選もこれを手伝ったとされる。臨安での接収後、董士選は新設された侍衛親軍諸衛の中で前衛指揮使に抜擢され、後に僉行枢密院事として湖広方面に派遣された。
至元24年（1287年）、ナヤンの乱が勃発すると、クビライは叛乱平定のため自ら軍勢を率いて出陣し、董士選もこれに従った。激戦の中でクビライの乗る輿の前まで矢が飛んでくることもあったが、董士選らが歩兵を率いて敵軍を撃退したためクビライが危機を脱する場面もあった。至元28年（1291年）、それまで専権を振るっていたサンガの一派が失脚すると、その穴を埋める形で董士選は中書左丞として浙西に派遣された。現地では悪徳商人の摘発や土地の開発に功績を残している。
クビライの死後にオルジェイトゥ・カアン（成宗テムル）が即位すると僉行枢密院事として建康路に派遣されたが、まもなく江西行省左丞に転じた。この頃、江西の贛州路では劉六十なる盗賊が1万近くの配下を集めて問題となっており、朝廷の派遣した討伐軍まで退けるに至っていた。そこで董士選は大軍を帯同せず、ただ李霆鎮と元明善の2人のみを伴って贛州路に向かい、まず民を虐げる官吏を捕縛した。また盗賊の首魁のみを誅して一般の民を追究しない方針を示したため、自然と盗賊の勢いは弱まり遂に平定された。これらの功績により、江南行御史台中丞、僉枢密院事、御史中丞と官職を歴任した。
オルジェイトゥ・カアン政権の右丞相であったオルジェイは劉深の進言を受けて八百媳婦国に出兵したが、過酷な気候により戦わない内から兵が十人中7・8人死亡するという事態に陥った。更に急ぎ遠征軍に糧食を供給するために民を酷使したことによって更に使者を増やしてしまったが、オルジェイらの権勢を慮って敢えて反対の意見を述べる者はいなかった。そこで董士選が不興を蒙るのを覚悟で遠征反対の意見を表明したものの、予想通りオルジェイトゥ・カアンは怒って董士選の進言を取り上げなかった。しかし、それ以後も敗報が続いたことによってオルジェイトゥ・カアンは董士選の正しさを認めざるをえなくなり、「董二哥（クビライがかつて董文炳を董大哥と呼んだことに由来する呼称）の言が正しかった」と述べて遠征をやめさせたという。その後、江浙行省右丞、汴梁行省平章政事を歴任して陝西に移ったが、至治元年（1321年）に69歳にして亡くなった。董士選には武人としてだけでなく、当代を代表する文化人と交流し、文化保護に努める一面もあったと記録されている。
息子には雲南行省参知政事となった董守忠、侍正府判官となった董守愨、知威州となった董守思らがいた。